# Aufgabenautonomie
Aufgabenautonomie ist die Gestaltungsfreiheit des Individuums über die eigene Arbeitsgestaltung nachfolgend zu bereits gewährter Zeitsouveränität. Synonym wird der Begriff der Arbeitsautonomie verwendet. Anders als bei der Arbeitszeit gibt es in abhängiger Tätigkeit für die Aufgaben keine Souveränität, es bleibt immer die Bindung an einen Auftrag bestehen.
Im engeren Sinn bezeichnet Aufgabenautonomie die Möglichkeit, auch ohne Ortssouveränität, aber in Zeitsouveränität die gewählte eigene Arbeitszeit auch am vorgegebenen Ort selbstständig weiter einzuteilen, also festzulegen, was wann und in welcher Reihenfolge gemacht wird, wobei die Auswahl der Aufgaben auf die bestehenden bereits erteilten Aufträge beschränkt bleibt.
In der Schweiz wird der Begriff der Aufgabenautonomie auch in einem anderen Kontext verwendet. Die Aufgabenautonomie ist eine Ausprägung des Schweizer Föderalismus. Sie wird den Kantonen von der Bundesverfassung gewährt (Art. 43a Abs. 1, Art. 47 Abs. 2 BV) und verpflichtet den Bund, den Kantonen ausreichend Aufgaben zu überlassen.

## Begriffsbildung
Aufgabenautonomie schafft keine Aufgabensouveränität. Insbesondere in den Dienstleistungen wird durch Aufträge bestimmt, was an Aufgaben zu erledigen ist. Dazu gibt es für die vorhandenen Arbeitskräfte eine bestimmte Rollenverteilung und geeignete Teams. In der Aufgabenautonomie nutzt der einzelne Mitarbeiter diese Optionen:
- sich Aufgaben aus einer Gesamtmenge auszuwählen,
- Einzelaufgaben in bevorzugter Reihenfolge zu verketten,
- Kooperation im Team initiativ herbeizuführen und
- das Zusammentreffen der benötigten Rollen zu einem verabredeten Zeitpunkt aktiv zu koordinieren.

### Bedeutung für die Arbeitsgestaltung
Aufgabenautonomie wird von Arbeitnehmervertretungen und Soziologen nachrangig betrachtet, sie betrachten zuerst das autonome Festlegen der Arbeitszeit, insbesondere bei Schichtarbeit. Für das Durchsetzen tiefergehender Freiheiten fehlt den Interessenvertretern und den Wissenschaftlern häufig die Detailkenntnis zur Prozessführung. Daneben fehlt Arbeitgebern und Arbeitsorganisatoren eher die hinreichende Kenntnis der Motivationstheorie aus der Psychologie.

## Arbeitsorganisation und Organisationskultur
Aufgabenautonomie gilt als ein Merkmal der Arbeitsablaufgestaltung im Sinne einer Selbstorganisation für Reihenfolge und Verkettung der einzelnen Verrichtungen in beauftragten Diensten. Für Aufgabenstellungen der Maschinenaufsicht und der taktgebundenen Verkettung ist die Aufgabenautonomie daher nicht anwendbar.
Das Ausmaß an Aufgabenautonomie von Arbeitnehmern hängt vor allem von der Arbeitsorganisation ab. Das gilt für die räumliche Verteilung der Arbeitsplätze insbesondere in mobiler Arbeit und mehr noch für die Informationsversorgung der ausführenden Mitarbeiter.

### Anforderungen an die Informationsversorgung
Die Aufgabenautonomie hat einen stark dispositiven Charakter. Die Grundlage für die disponierenden Einzelentscheidungen sind entsprechend valide und solide Informationen. Der Moment der Entscheidung erfordert jeweils eine gültige Information, welche hinreichend detailliert sein muss, damit der Ausführende seine Disposition zutreffend und konform mit dem Auftrag treffen kann.